# Phoxinus septimaniae
Phoxinus septimaniae är en fiskart som beskrevs av Maurice Kottelat 2007. Phoxinus septimaniae ingår i släktet Phoxinus och familjen karpfiskar. IUCN kategoriserar arten globalt som livskraftig. Inga underarter finns listade i Catalogue of Life.